# Доброе утро (фильм, 2010)
«Доброе утро» (англ. Morning Glory; буквально — «Утренняя слава») — фильм режиссёра Роджера Мичелла.

## Сюжет
Молодую, неутомимую и очень активную Бекки Фулер (Рэйчел Макадамс) ждут два разочарования. Из-за своей работы телепродюсером в утреннем шоу на одном из каналов штата она никак не может устроить личную жизнь. Да и с карьерой не повезло — её увольняют, освобождая место для чьего-то выдвиженца, которого готовят на должность руководителя телекомпании. Бекки начинает искать работу и, наконец, чудом находит место в Нью-Йорке на одном из таких же утренних развлекательно-новостных шоу.
Несмотря на молодость, Бекки не занимать ни решительности, ни профессионализма. В первый же день новый исполнительный продюсер увольняет основного телеведущего (Ти Баррелл), который морально разлагает коллектив и явно проявляет признаки сексуально озабоченного самовлюблённого павлина.
Программа оказывается под угрозой закрытия — если рейтинги не пойдут вверх, её эфирное время отдадут мыльным операм. Чтобы спасти передачу, Бекки приглашает легендарного ветерана тележурналистики Майка Помероя (Харрисон Форд), слава которого осталась далеко в прошлом. Его огромный опыт, профессионализм и эрудиция позволяют Бекки выстроить совершенно новую концепцию ночного шоу. Однако Померой и сам далеко не подарок, из-за его выходок не раз происходят накладки, но, наконец, он поверил в Бекки и даже полюбил её как специалиста.

## В ролях
- Рэйчел Макадамс — продюсер Бекки Фулер
- Харрисон Форд — журналист Майк Померой
- Дайан Китон — телеведущая Колин Пек
- Джефф Голдблум — Джерри Барнс, шеф Бекки Фулер на новой работе
- Патрик Уилсон — Адам Беннетт
- Тай Баррелл — Пол МакВи
- 50 Cent — камео
- Tony Yayo — камео
- Lloyd Banks — камео

## Критика
На Rotten Tomatoes у фильма оценка 6/10 и рейтинг 55% на основе 181 отзыва. Несмотря на звёздный состав, критики приняли фильм не слишком хорошо, называя комедию непоследовательной и упрекая авторов в том, что они сознательно не затрагивают никаких значимых для телевидения и СМИ тем, ограничиваясь милыми приключениями.